# اورامد
اورامد (انگلیسی: Oramed) شرکت داروسازی اسرائیلی است، که در سال ۲۰۰۶ تأسیس شد.